# The Fourth World
The Fourth World – album studyjny amerykańskiej grupy Kara's Flowers, wydany 19 sierpnia 1997 roku wytwórnię płytową Reprise Records. Znalazło się na nim jedenaście utworów oraz dodatkowy bonus na wersji japońskiej. Z albumu wydano 22 lipca singel "Soap Disco". Grupa wydając album nie zyskała wielkiego sukcesu i to spowodowało, że po dwóch latach rozstała się z wytwórnią.
Był to pierwszy i jedyny album oficjalnie wydany przez zespół pod nazwą Kara's Flowers. Następnie po zbadaniu różnych stylów muzycznych zespół wraz z przyjęciem Jamesa Valentine'a zmienił nazwę na Maroon 5, pod którą wydał swoje kolejne albumy.

## Lista utworów
1. "Soap Disco" – 2:40
2. "Future Kid" – 4:44
3. "Control Myself" – 3:05
4. "Oliver" – 2:38
5. "The Never Saga" – 3:58
6. "Loving the Small Time" – 3:32
7. "To Her, With Love" – 2:52
8. "Sleepy Windbreaker" – 3:05
9. "Pantry Queen" – 3:46
10. "My Ocean Blue" – 3:11
11. "Captain Splendid" – 5:59
12. "Buddy Two-Shoes Wilson" – 2:19 (Bonusowy utwór na japońskiej wersji)

## Stagg Street Recordings
W 1999 roku, zaraz po rozstaniu się wytwórnią Reprise Records, grupa nagrała nowe utwory który wydane zostały nieoficjalnie w internecie.
1. "If You Only Knew" – 3:26
2. "The Fog" – 4:42
3. "Simple Kind of Lovely" – 3:24
4. "The Great Getaway" – 4:13
5. "Good at Being Gone" – 3:05
6. "Not Falling Apart" – 2:15
7. "The Kid with the Velvet Eyes" – 5:13
8. "As Things Collide" – 3:50
9. "Everyday Goodbyes" – 4:01